# Euagrios von Konstantinopel
Euagrios (griechisch Εὐάγριος; † 380) war Erzbischof von Konstantinopel (370 und eventuell 379/380).
Euagrios wurde 370 nach dem Tod von Eudoxius von der nicänischen
Gemeinde zum neuen Erzbischof von Konstantinopel gewählt. Die arianische Gemeinde bestimmte Demophilos zu ihrem Erzbischof.
Als Kaiser Valens davon erfuhr, ließ er Euagrios absetzen und aus Konstantinopel verbannen.
Euagrios starb 380. Er soll möglicherweise kurz vor seinem Tod noch einmal für kurze Zeit Erzbischof von Konstantinopel gewesen sein.